# Galerie 3x3
Galerie 3x3 je prostor pro prezentaci současného mladého umění nacházející se v Liberci. 

## Historie
Tento prostor dříve fungoval jako šatna Malého divadla Františka Xavera Šaldy. Na začátku listopadu 2010 získal novou dimenzi a trojice umělců a kurátorů zde začala prezentovat výstavy nejrůznějších uměleckých projektů přesahujících zdaleka hranice libereckého regionu. Název Galerie 3x3 také odkazuje k velikosti prostoru, jenž nabízí. Projekt 3x3 vznikl původně z iniciativy studentů a absolventů českých uměleckých škol Andrey Pekárkové a Tomáše Dianišky. Na základě jejich zkušeností s provozem tohoto již konkrétního prostoru vzniká vize vytvoření pravidelně a dlouhodobě fungující Galerie 3x3. Do umělecké rady, která později k projektu vzniká, se připojují Helena Krásová a Jan Nálepa. 
Činnost galerie v prostoru divadla, v té době ještě nespecifického galerijního prostoru, byla zahájena na jaře roku 2010 výstavou vizuální umělkyně Andrey Pekárkové alias AKA 47 s názvem 3x3 art+time+space/hardecore.

## Koncepce výstavního plánu
Výstavní plán je pečlivě připravován již zmíněnou uměleckou radou, která si předsevzala poměrně nelehký úkol, totiž představit libereckému publiku aktuální tendence současného českého umění mladé generace. Galerie se zaměřuje spíše na výstavy monografického typu a klade důraz na jednotlivé projekty studentů uměleckých škol, začínajících umělců i těch již etablovaných. Oříškem pro vybrané autory i kurátory bývá ona specifická velikost prostoru, se kterou se musí vypořádat, aby posléze mohli libereckému publiku předvést to nejlepší z jejich aktuální práce. 

## Výstavy

### 2010
- 1. 11. 2010 – Morfujeme – Andrea Pekárková
- 8. 12. 2010 – Perníková krajina – Marius Konvoj

### 2011
- 17. 1. 2011 -50 o 43'57.69''N,14 o 59'4.091''E – Jana Bernartová
- 18. 2. 2011 – Stálá expozice – Jakub Jansa
- 15. 3. 2011 – Pflaumen – Mark Ther
- 1. 4. 2011 – El Matador Kenobi – Schwarzprior
- 7. 5. 2011 – Keyboard – Martin Szollos
- 1. 6. 2011 – Dětský den – groupe Guma Guar
- 17. 6. 2011 – Zase spolu – Jan Šrámek, Václav Stratil
- 9. 7. – 10. 7. 2011 – Oslavy Ještědu
- 15. 9. 2011 – Nejvíc like – Jan Fišer
- 15. 10. 2011 – Ne(s)t – Jan Nálepka
- 27.11. 2011 – Homeperformance – Eva Mrázíková a Miroslav Hašek

### 2012
- 14. 1. 2012 – 3x3x3 / Richard Loskot
- 21. 2. 2012 – Jemná odchylka / Tereza Rullerová
- 20. 4. 2012 – Vratká sdělení / František Kowolowski
- 22. 5. 2012 – Světlonoš / Petr Pufler
- 3x3 gallery + Pupiks – 3x3 galerie + Pupíci / rozlučková akce se sezónou
- 30.10. 2012 – Slzy v jejich očích / Jan Vytiska
- 29. 11. 2012 – 1 / Anna Kymlová

### 2013
- 26.1.2013 – Naked Lunch / Darina Alster
- 26.2.2013 RE:LOCATION / Jindřich Ráftl
- 3.5.2013 Chata / Piča z Hoven
- 4.5.2013 Jan Gruml aka Slakinglizard
- 17.7.2013, Berlínskej model, Praha: Liberecká krev / Martin Szollos & Jan Kysela
- 9.10.2013, Neone, Praha: Y2KBOY2025 / Gliese First Art High

## Koncerty
- 8.12.2010 Marius Konvoj
- 15.3.2011 Duropu
- 1.4.2011 Schwarzprior
- 1.6.2011 Guma Guar
- 16.12.2011 Ruinu & Lightning Glove
- 21.2.2012 Filin Krug & DJ Chepukov
- 3.5.2013 Piča z Hoven